# Futbol'nyj Klub Volgar' Astrachan' 2016-2017
Questa voce raccoglie le informazioni riguardanti il Futbol'nyj Klub Volgar' Astrachan' nelle competizioni ufficiali della stagione 2016-2017.

## Stagione
Dopo aver sfiorato la promozione nella precedente stagione, il Volgar' Astrachan' finì il campionato con un'anonima dodicesima posizione.

## Rosa
| N. |                    | Ruolo | Calciatore           |
| -- | ------------------ | ----- | -------------------- |
| 2  | Russia (bandiera)  | D     | Evgenij Kirisov      |
| 3  | Russia (bandiera)  | D     | Konstantin Pliev     |
| 4  | Russia (bandiera)  | D     | Evgeniy Steshin      |
| 7  | Russia (bandiera)  | D     | Dmitriy Kabutov      |
| 8  | Russia (bandiera)  | C     | Mikhail Zhabkin      |
| 10 | Russia (bandiera)  | C     | Ruslan Gazzaev       |
| 11 | Russia (bandiera)  | A     | Sergey Verkashanskiy |
| 13 | Russia (bandiera)  | D     | Igor Kalinin         |
| 16 | Russia (bandiera)  | P     | Dmitri Ternovskiy    |
| 18 | Russia (bandiera)  | C     | Oleg Shalaev         |
| 19 | Russia (bandiera)  | A     | Aleksey Sutormin     |
| 20 | Russia (bandiera)  | C     | Aleksandr Bolonin    |
| 21 | Russia (bandiera)  | A     | Dmitri Lesnikov      |
| 22 | Armenia (bandiera) | P     | Stanislav Buchnev    |
| 25 | Russia (bandiera)  | C     | Vladislav Kamilov    |
| 26 | Russia (bandiera)  | A     | Dmitri Otstavnov     |
| 27 | Russia (bandiera)  | C     | Temuri Bukia         |
| 29 | Russia (bandiera)  | C     | Maksim Yakovlev      |

| N. |                   | Ruolo | Calciatore          |
| -- | ----------------- | ----- | ------------------- |
| 30 | Russia (bandiera) | P     | Dmitri Saganovich   |
| 33 | Russia (bandiera) | C     | Aslan Dyshekov      |
| 64 | Russia (bandiera) | A     | Seyt-Daut Garakoev  |
| 70 | Russia (bandiera) | C     | Roman Akbashev      |
| 85 | Russia (bandiera) | D     | Anton Grigorjev     |
| 88 | Russia (bandiera) | A     | Shota Bibilov       |
| 92 | Russia (bandiera) | A     | Aleksey Skvortsov   |
| 99 | Russia (bandiera) | A     | Islam Mashukov      |
| -  | Russia (bandiera) | D     | Igor Yurganov       |
| -  | Russia (bandiera) | D     | Mingiyan Beveev     |
| -  | Russia (bandiera) | D     | Sergey Zuykov       |
| -  | Russia (bandiera) | D     | Soslan Takazov      |
| -  | Russia (bandiera) | D     | Maksim Zhestokov    |
| -  | Russia (bandiera) | D     | Vasiliy Pinchuk     |
| -  | Russia (bandiera) | D     | Ramil Zaripov       |
| -  | Russia (bandiera) | D     | Elbrus Zuraev       |
| -  | Russia (bandiera) | C     | Maksim Gaydukov     |
| -  | Russia (bandiera) | A     | Aleksandr Radchenko |

## Risultati

### Pervenstvo Futbol'noj Nacional'noj Ligi
| Arbitro: | Aleksey Matyunin |

|                          |           |                                          |
| Sergey Zuykov 69’ (rig.) | Marcatori | 42’ Mikhail Biryukov 52’ Ivans Lukjanovs |

| Arbitro: | Sergey Kostevich |

|                                            |           |                                |
| Aleksey Sutormin 17’ Aleksey Skvortsov 57’ | Marcatori | 15’ (aut.) Aleksandr Radchenko |

| Arbitro: | Vladimir Moskalev |

|                                                  |           |  |
| Aleksandr Radchenko 22’ Sergey Zuykov 81’ (rig.) | Marcatori |  |

| Arbitro: | Nikolay Voloshin |

|                   |           |  |
| Danil Klenkin 90’ | Marcatori |  |

| Astrachan' 31 luglio 2016, ore 17:00 5ª giornata | Volgar' Astrachan' | 0 – 0 referto | Enisej | Stadio Centrale (1.200 spett.)\| Arbitro: \| Artem Chistyakov \| |
| Arbitro:                                         | Artem Chistyakov   |               |        |                                                                  |

| Arbitro: | Roman Galimov |

|                                                                                                |           |  |
| Fatos Beqiraj 45’ Maksim Kuzmin 61’ Kirill Panchenko 71’ Aleksandr Zotov 74’ Ivan Temnikov 88’ | Marcatori |  |

| Arbitro: | Yuri Aponasenko |

|                      |           |  |
| Aleksandr Bolonin 5’ | Marcatori |  |

| Arbitro: | Pavel Shadykhanov |

|                                              |           |                   |
| Maximilian Pronichev 22’ Aleksey Gasilin 71’ | Marcatori | 42’ Ramil Zaripov |

| Arbitro: | Aleksey Sukhoy |

|                                                               |           |  |
| Sergey Verkashanskiy 1’ Roman Akbashev 42’ Roman Akbashev 55’ | Marcatori |  |

| Arbitro: | Evgeni Turbin |

|                                                  |           |                         |
| Sergey Verkashanskiy 25’ Aleksandr Radchenko 84’ | Marcatori | 13’ Aleksandr Marchenko |

| Arbitro: | Stanislav Vasiljev |

|                                                            |           |                                            |
| Roman Akbashev 10’ Aleksey Sutormin 65’ Roman Akbashev 79’ | Marcatori | 44’ Vadim Minich 90'+1’ Aleksey Gritsaenko |

| Arbitro: | Pavel Kukuyan |

|                      |           |                   |
| Maksim Zhestokov 70’ | Marcatori | 30’ Artem Fedchuk |

| Arbitro: | Roman Galimov |

|                                                         |           |  |
| Evgeniy Markov 23’ Rade Dugalić 59’ Mladen Kascelan 73’ | Marcatori |  |

| Arbitro: | Timur Arslanbekov |

|                          |           |                                                    |
| Sergey Zuykov 26’ (rig.) | Marcatori | 56’ Aleksandr Alumona 74’ (rig.) Aleksandr Alumona |

| Arbitro: | Nikolay Voloshin |

|                                   |           |                  |
| Ruslan Koryan 7’ Juan Lescano 63’ | Marcatori | 34’ Temuri Bukia |

| Arbitro: | Andrey Fisenko |

|                          |           |                |
| Sergey Zuykov 59’ (rig.) | Marcatori | 43’ Yan Kazaev |

| Arbitro: | Yuri Aponasenko |

|                                        |           |  |
| Roman Belyaev 76’ Eugeniu Cebotaru 89’ | Marcatori |  |

| Arbitro: | Denis Shpilev |

|                    |           |                                             |
| Roman Akbashev 51’ | Marcatori | 15’ Aleksandr Degtyarev 71’ Maksim Astafjev |

| Arbitro: | Mikhail Vilkov |

|                     |           |  |
| Spartak Gogniev 81’ | Marcatori |  |

| Saratov 5 novembre 2016, ore 13:00 20ª giornata | Sokol Saratov   | 0 – 0 referto | Volgar' Astrachan' | Stadio Lokomotiv (900 spett.)\| Arbitro: \| Lasha Verulidze \| |
| Arbitro:                                        | Lasha Verulidze |               |                    |                                                                |

| Arbitro: | Andrey Fisenko |

|                       |           |                          |
| Vladislav Sirotov 69’ | Marcatori | 83’ Sergey Verkashanskiy |

| Arbitro: | Artem Chistyakov |

|                                             |           |  |
| Sergey Zuykov 71’ (rig.) Roman Akbashev 73’ | Marcatori |  |

| Arbitro: | Sergey Kulikov |

|                        |           |  |
| Temuri Bukia 3’ (aut.) | Marcatori |  |

| Arbitro: | Igor Panin |

|  |           |                   |
|  | Marcatori | 79’ Fatos Beqiraj |

| Arbitro: | Vasili Kazartsev |

|                          |           |  |
| Aleksandr Podbeltsev 81’ | Marcatori |  |

| Arbitro: | Evgeni Kukulyak |

|                                                                                            |           |                                                                  |
| Konstantin Pliev 39’ Aleksey Sutormin 40’ Sergey Verkashanskiy 72’ Aleksey Sutormin 90'+2’ | Marcatori | 37’ (rig.) Aleksey Evseev 42’ Vladislav Sirotov 90'+1’ Ilya Zuev |

| Arbitro: | Andrey Fisenko |

|                                   |           |  |
| Aleksey Babyr 6’ Egor Sorokin 51’ | Marcatori |  |

| Arbitro: | Igor Panin |

|                      |           |                                               |
| Albert Bogatyrev 10’ | Marcatori | 5’ Aslan Dyshekov 84’ (rig.) Aleksey Sutormin |

| Arbitro: | Pavel Shadykhanov |

|                                              |           |                                                         |
| Anton Piskunov 29’ Ilya Mykhalyov 88’ (rig.) | Marcatori | 45'+1’ (rig.) Aleksey Sutormin 90'+2’ Vladislav Kamilov |

| Mosca 8 aprile 2017, ore 13:00 30ª giornata | Spartak-2 Mosca   | 0 – 0 referto | Volgar' Astrachan' | Stadio Accademia Spartak (439 spett.)\| Arbitro: \| Aleksandr Borisov \| |
| Arbitro:                                    | Aleksandr Borisov |               |                    |                                                                          |

| Arbitro: | Aleksey Sukhoy |

|  |           |                       |
|  | Marcatori | 89’ Aleksandr Makarov |

| Arbitro: | Evgeni Kukulyak |

|                                                                 |           |  |
| Maksym Trusevych 14’ Sergiy Shevchuk 31’ Andrey Chasovskikh 61’ | Marcatori |  |

| Astrachan' 23 aprile 2017, ore 14:00 33ª giornata | Volgar' Astrachan' | 0 – 0 referto | SKA-Chabarovsk | Stadio Centrale (800 spett.)\| Arbitro: \| Dmitri Nedvizhay \| |
| Arbitro:                                          | Dmitri Nedvizhay   |               |                |                                                                |

| Arbitro: | Aleksey Amelin |

|                |           |                     |
| Tim Nilsen 77’ | Marcatori | 27’ Dmitriy Kabutov |

| Arbitro: | Oleg Sokolov |

|                                                                                 |           |  |
| Roman Akbashev 29’ Dmitri Otstavnov 35’ Aleksey Sutormin 77’ Islam Mashukov 83’ | Marcatori |  |

| Arbitro: | Stanislav Vasiljev |

|                                                    |           |  |
| Ruslan Navletov 9’ Ilya Petrov 70’ Ilya Petrov 82’ | Marcatori |  |

| Arbitro: | Igor Panin |

|                                                |           |                  |
| Soslan Takazov 13’ Aleksey Sutormin 45’ (rig.) | Marcatori | 52’ Denis Jakuba |

| Arbitro: | Aleksey Sukhoy |

|  |           |                             |
|  | Marcatori | 79’ (rig.) Aleksey Sutormin |

### Coppa di Russia
| Arbitro: | Dmitri Nedvizhay |

|                 |           |                                        |
| Yuri Udunyan 9’ | Marcatori | 64’ Islam Mashukov 77’ Dmitriy Kabutov |

| Arbitro: | Igor Fedotov |

|  |           |                  |
|  | Marcatori | 80’ Anzor Sanaia |